# Aphanogmus abaluhya
Aphanogmus abaluhya (лат.) — вид наездников рода Aphanogmus из семейства Ceraphronidae. Встречается в Африке: Кения (Западная провинция, Kakamega Forest; 00°22′50.5 N, 34°49′21.4 E; 1623 м). Вид назван в честь народности абалухия (Abaluhya) — этнической группы, проживающей на западе Кении. Многие подплемена абалухья, например, идахо, исуха, тирики, проживают в районе леса Какамега, типовой местности вида.

## Описание
Тело очень мелкое (около 0,85 мм), коричневое. Усики самца 11-члениковые. От близких видов отличается следующими признаками: предзатылочная борозда отчетливая, с межоцеллярной ямкой; предзатылочный киль отчетливый; длина переднего крыла 3,20 × ширины. Гениталии самца: харпе треугольное в вершинной трети при вентральном и дорсальном виде и с плато на вершине при латеральном виде; индекс харпе/гвк 0,23; вентромедиальные края харпе нечеткие у дистовентрального края гвк, вентромедиальный край харпе вогнут в базальных двух третях и вогнут в апикальной трети и с заостренным выступом между ними, выступ ориентирован медиально; вентральный край харпе прямой и изогнут дистовентрально в апикальной трети, дорсальный край нечеткий в базальной части, прямой и ориентирован дистовентрально в апикальной части с плато на вершине, латеральный край прямой и изогнут дистомедиально посередине.